# Yuika Sugasawa
Yuika Sugasawa (菅澤 優衣香?, Sugasawa Yuika; Chiba, 5 ottobre 1990) è una calciatrice giapponese, attaccante dell'Urawa Reds e della nazionale giapponese.

## Carriera

### Nazionale
Viene selezionata per vestire la maglia della Nazionale giapponese dal 2010, con la quale contribuisce a conquistare il primo titolo della Coppa d'Asia nell'edizione 2014.
Il 1º maggio 2015 è inserita nella rosa ufficiale delle atlete a disposizione del selezionatore Norio Sasaki per l'edizione 2015 del campionato mondiale. Durante il torneo, il 12 giugno, realizza al 17' la rete del parziale 2-0 sul Camerun, incontro che terminerà con il punteggio di 2-1.

## Statistiche

### Cronologia presenze e reti in nazionale
| Cronologia completa delle presenze e delle reti in nazionale ― Giappone | Cronologia completa delle presenze e delle reti in nazionale ― Giappone | Cronologia completa delle presenze e delle reti in nazionale ― Giappone | Cronologia completa delle presenze e delle reti in nazionale ― Giappone | Cronologia completa delle presenze e delle reti in nazionale ― Giappone | Cronologia completa delle presenze e delle reti in nazionale ― Giappone | Cronologia completa delle presenze e delle reti in nazionale ― Giappone | Cronologia completa delle presenze e delle reti in nazionale ― Giappone |
| Data                                                                    | Città                                                                   | In casa                                                                 | Risultato                                                               | Ospiti                                                                  | Competizione                                                            | Reti                                                                    | Note                                                                    |
| ----------------------------------------------------------------------- | ----------------------------------------------------------------------- | ----------------------------------------------------------------------- | ----------------------------------------------------------------------- | ----------------------------------------------------------------------- | ----------------------------------------------------------------------- | ----------------------------------------------------------------------- | ----------------------------------------------------------------------- |
| 13-1-2010                                                               | Coquimbo                                                                | Giappone                                                                | 1 – 0                                                                   | Danimarca                                                               | Bicentennial Women's Cup                                                | -                                                                       |                                                                         |
| 21-1-2010                                                               | Coquimbo                                                                | Giappone                                                                | 4 – 2                                                                   | Colombia                                                                | Bicentennial Women's Cup                                                | -                                                                       |                                                                         |
| 11-2-2010                                                               | Tokyo                                                                   | Giappone                                                                | 3 – 0                                                                   | Taipei cinese                                                           | Coppa dell'Asia orientale                                               | -                                                                       |                                                                         |
| 8-5-2010                                                                | Nagano                                                                  | Giappone                                                                | 4 – 0                                                                   | Messico                                                                 | Amichevole                                                              | -                                                                       |                                                                         |
| 11-5-2010                                                               | Niigata                                                                 | Giappone                                                                | 3 – 0                                                                   | Messico                                                                 | Amichevole                                                              | -                                                                       |                                                                         |
| 22-5-2010                                                               | Chengdu                                                                 | Giappone                                                                | 4 – 0                                                                   | Thailandia                                                              | Coppa d'Asia 2010                                                       | -                                                                       |                                                                         |
| 2-3-2012                                                                | Algarve                                                                 | Giappone                                                                | 2 – 0                                                                   | Danimarca                                                               | Algarve Cup 2012                                                        | 1                                                                       |                                                                         |
| 5-3-2012                                                                | Algarve                                                                 | Giappone                                                                | 1 – 0                                                                   | Stati Uniti                                                             | Algarve Cup 2012                                                        | -                                                                       |                                                                         |
| 1-4-2012                                                                | Sendai                                                                  | Giappone                                                                | 1 – 1                                                                   | Stati Uniti                                                             | Amichevole                                                              | -                                                                       |                                                                         |
| 5-4-2012                                                                | Kobe                                                                    | Giappone                                                                | 4 – 1                                                                   | Brasile                                                                 | Amichevole                                                              | 1                                                                       |                                                                         |
| 27-7-2013                                                               | Seul                                                                    | Corea del Sud                                                           | 2 – 1                                                                   | Giappone                                                                | Coppa dell'Asia orientale                                               | -                                                                       |                                                                         |
| 26-9-2013                                                               | Chiba                                                                   | Giappone                                                                | 2 – 0                                                                   | Nigeria                                                                 | Amichevole                                                              | -                                                                       |                                                                         |
| 8-5-2014                                                                | Osaka                                                                   | Giappone                                                                | 2 – 1                                                                   | Nuova Zelanda                                                           | Amichevole                                                              | 1                                                                       |                                                                         |
| 16-5-2014                                                               | Ho Chi Minh                                                             | Vietnam                                                                 | 0 – 4                                                                   | Giappone                                                                | Coppa d'Asia 2014                                                       | -                                                                       |                                                                         |
| 22-5-2014                                                               | Ho Chi Minh                                                             | Giappone                                                                | 2 – 1                                                                   | Cina                                                                    | Coppa d'Asia 2014                                                       | -                                                                       |                                                                         |
| 25-5-2014                                                               | Ho Chi Minh                                                             | Giappone                                                                | 1 – 0                                                                   | Australia                                                               | Coppa d'Asia 2014                                                       | -                                                                       |                                                                         |
| 13-9-2014                                                               | Yamagata                                                                | Giappone                                                                | 5 – 0                                                                   | Ghana                                                                   | Amichevole                                                              | -                                                                       |                                                                         |
| 15-9-2014                                                               | Incheon                                                                 | Giappone                                                                | 0 – 0                                                                   | Cina                                                                    | Giochi asiatici                                                         | -                                                                       |                                                                         |
| 18-9-2014                                                               | Incheon                                                                 | Giappone                                                                | 12 – 0                                                                  | Giordania                                                               | Giochi asiatici                                                         | 3                                                                       |                                                                         |
| 26-9-2014                                                               | Hwaseong                                                                | Giappone                                                                | 9 – 0                                                                   | Hong Kong                                                               | Giochi asiatici                                                         | 1                                                                       |                                                                         |
| 29-9-2014                                                               | Incheon                                                                 | Giappone                                                                | 3 – 0                                                                   | Vietnam                                                                 | Giochi asiatici                                                         | 1                                                                       |                                                                         |
| 1-10-2014                                                               | Incheon                                                                 | Giappone                                                                | 1 – 3                                                                   | Corea del Nord                                                          | Giochi asiatici                                                         | -                                                                       |                                                                         |
| 25-10-2014                                                              | Edmonton                                                                | Canada                                                                  | 0 – 3                                                                   | Giappone                                                                | Amichevole                                                              | -                                                                       |                                                                         |
| 28-10-2014                                                              | Vancouver                                                               | Canada                                                                  | 2 – 3                                                                   | Giappone                                                                | Amichevole                                                              | -                                                                       |                                                                         |
| 4-3-2015                                                                | Algarve                                                                 | Giappone                                                                | 1 – 2                                                                   | Danimarca                                                               | Algarve Cup 2015                                                        | -                                                                       |                                                                         |
| 6-3-2015                                                                | Algarve                                                                 | Giappone                                                                | 3 – 0                                                                   | Portogallo                                                              | Algarve Cup 2015                                                        | 1                                                                       |                                                                         |
| 9-3-2015                                                                | Algarve                                                                 | Giappone                                                                | 1 – 3                                                                   | Francia                                                                 | Algarve Cup 2015                                                        | -                                                                       |                                                                         |
| 11-3-2015                                                               | Algarve                                                                 | Giappone                                                                | 2 – 0                                                                   | Islanda                                                                 | Algarve Cup 2015                                                        | -                                                                       |                                                                         |
| 24-5-2015                                                               | Marugame                                                                | Giappone                                                                | 1 – 0                                                                   | Nuova Zelanda                                                           | Amichevole                                                              | -                                                                       |                                                                         |
| 28-5-2015                                                               | Nagano                                                                  | Giappone                                                                | 1 – 0                                                                   | Italia                                                                  | Amichevole                                                              | -                                                                       |                                                                         |
| 8-6-2015                                                                | Vancouver                                                               | Giappone                                                                | 1 – 0                                                                   | Svizzera                                                                | Mondiali 2015                                                           | -                                                                       |                                                                         |
| 12-6-2015                                                               | Vancouver                                                               | Giappone                                                                | 2 – 1                                                                   | Camerun                                                                 | Mondiali 2015                                                           | 1                                                                       |                                                                         |
| 16-6-2015                                                               | Winnipeg                                                                | Giappone                                                                | 1 – 0                                                                   | Ecuador                                                                 | Mondiali 2015                                                           | -                                                                       |                                                                         |
| 5-7-2015                                                                | Vancouver                                                               | Giappone                                                                | 2 – 5                                                                   | Stati Uniti                                                             | Mondiali 2015                                                           | -                                                                       |                                                                         |
| 1-8-2015                                                                | Wuhan                                                                   | Giappone                                                                | 2 – 4                                                                   | Corea del Nord                                                          | Coppa dell'Asia orientale                                               | -                                                                       |                                                                         |
| 4-8-2015                                                                | Wuhan                                                                   | Giappone                                                                | 1 – 2                                                                   | Corea del Sud                                                           | Coppa dell'Asia orientale                                               | -                                                                       |                                                                         |
| 8-8-2015                                                                | Wuhan                                                                   | Cina                                                                    | 0 – 2                                                                   | Giappone                                                                | Coppa dell'Asia orientale                                               | -                                                                       |                                                                         |
| 29-11-2015                                                              | Volendam                                                                | Paesi Bassi                                                             | 3 – 1                                                                   | Giappone                                                                | Amichevole                                                              | -                                                                       |                                                                         |
| 5-6-2016                                                                | Cleveland                                                               | Stati Uniti                                                             | 2 – 0                                                                   | Giappone                                                                | Amichevole                                                              | -                                                                       |                                                                         |
| 9-6-2017                                                                | Breda                                                                   | Paesi Bassi                                                             | 0 – 1                                                                   | Giappone                                                                | Amichevole                                                              | -                                                                       |                                                                         |
| 13-6-2017                                                               | Lovanio                                                                 | Belgio                                                                  | 1 – 1                                                                   | Giappone                                                                | Amichevole                                                              | 1                                                                       |                                                                         |
| 27-7-2017                                                               | Seattle                                                                 | Giappone                                                                | 1 – 1                                                                   | Brasile                                                                 | Tournament of Nations 2017                                              | -                                                                       |                                                                         |
| 15-12-2017                                                              | Chiba                                                                   | Giappone                                                                | 0 – 2                                                                   | Corea del Nord                                                          | Coppa dell'Asia orientale                                               | -                                                                       |                                                                         |
| 2-3-2018                                                                | Algarve                                                                 | Giappone                                                                | 2 – 1                                                                   | Islanda                                                                 | Algarve Cup 2018                                                        | 1                                                                       |                                                                         |
| 7-3-2018                                                                | Algarve                                                                 | Giappone                                                                | 0 – 2                                                                   | Canada                                                                  | Algarve Cup 2018                                                        | -                                                                       |                                                                         |
| 1-4-2018                                                                | Nagasaki                                                                | Giappone                                                                | 7 – 1                                                                   | Ghana                                                                   | Amichevole                                                              | 1                                                                       |                                                                         |
| 7-4-2018                                                                | Amman                                                                   | Giappone                                                                | 4 – 0                                                                   | Vietnam                                                                 | Coppa d'Asia 2018                                                       | -                                                                       |                                                                         |
| 10-4-2018                                                               | Amman                                                                   | Giappone                                                                | 0 – 0                                                                   | Corea del Sud                                                           | Coppa d'Asia 2018                                                       | -                                                                       |                                                                         |
| 13-4-2018                                                               | Amman                                                                   | Giappone                                                                | 1 – 1                                                                   | Australia                                                               | Coppa d'Asia 2018                                                       | -                                                                       |                                                                         |
| 20-4-2018                                                               | Amman                                                                   | Giappone                                                                | 1 – 0                                                                   | Australia                                                               | Coppa d'Asia 2018                                                       | -                                                                       |                                                                         |
| 10-6-2018                                                               | Wellington                                                              | Nuova Zelanda                                                           | 1 – 3                                                                   | Giappone                                                                | Amichevole                                                              | -                                                                       |                                                                         |
| 26-7-2018                                                               | Kansas City                                                             | Stati Uniti                                                             | 4 – 2                                                                   | Giappone                                                                | Tournament of Nations 2018                                              | -                                                                       |                                                                         |
| 29-7-2018                                                               | East Hartford                                                           | Giappone                                                                | 1 – 2                                                                   | Brasile                                                                 | Tournament of Nations 2018                                              | -                                                                       |                                                                         |
| 2-8-2018                                                                | Bridgeview                                                              | Giappone                                                                | 0 – 2                                                                   | Australia                                                               | Tournament of Nations 2018                                              | -                                                                       |                                                                         |
| 16-8-2018                                                               | Palembang                                                               | Giappone                                                                | 2 – 0                                                                   | Thailandia                                                              | Giochi asiatici                                                         | -                                                                       |                                                                         |
| 21-8-2018                                                               | Palembang                                                               | Giappone                                                                | 7 – 0                                                                   | Vietnam                                                                 | Giochi asiatici                                                         | 2                                                                       |                                                                         |
| 25-8-2018                                                               | Palembang                                                               | Giappone                                                                | 2 – 1                                                                   | Corea del Nord                                                          | Giochi asiatici                                                         | -                                                                       |                                                                         |
| 28-8-2018                                                               | Palembang                                                               | Giappone                                                                | 2 – 1                                                                   | Corea del Sud                                                           | Giochi asiatici                                                         | 1                                                                       |                                                                         |
| 31-8-2018                                                               | Palembang                                                               | Giappone                                                                | 1 – 0                                                                   | Cina                                                                    | Giochi asiatici                                                         | 1                                                                       |                                                                         |
| 11-11-2018                                                              | Tottori                                                                 | Giappone                                                                | 4 – 1                                                                   | Norvegia                                                                | Amichevole                                                              | -                                                                       |                                                                         |
| 4-4-2019                                                                | Auxerre                                                                 | Francia                                                                 | 3 – 1                                                                   | Giappone                                                                | Amichevole                                                              | -                                                                       | 62’                                                                     |
| 9-4-2019                                                                | Paderborn                                                               | Germania                                                                | 2 – 2                                                                   | Giappone                                                                | Amichevole                                                              | 1                                                                       |                                                                         |
| 2-6-2019                                                                | Auxerre                                                                 | Spagna                                                                  | 1 – 1                                                                   | Giappone                                                                | Amichevole                                                              | 1                                                                       | 60’                                                                     |
| 10-6-2019                                                               | Parigi                                                                  | Argentina                                                               | 0 – 0                                                                   | Giappone                                                                | Mondiali 2019 - 1º turno                                                | -                                                                       |                                                                         |
| 14-6-2019                                                               | Rennes                                                                  | Giappone                                                                | 2 – 1                                                                   | Scozia                                                                  | Mondiali 2019 - 1º turno                                                | 1                                                                       |                                                                         |
| 19-6-2019                                                               | Nizza                                                                   | Giappone                                                                | 0 – 2                                                                   | Inghilterra                                                             | Mondiali 2019 - 1º turno                                                | -                                                                       | 61’                                                                     |
| 25-6-2019                                                               | Rennes                                                                  | Paesi Bassi                                                             | 2 – 1                                                                   | Giappone                                                                | Mondiali 2019 - Ottavi di finale                                        | -                                                                       |                                                                         |
| 6-10-2019                                                               | Shizuoka                                                                | Giappone                                                                | 4 – 0                                                                   | Canada                                                                  | Amichevole                                                              | 1                                                                       | 83’                                                                     |
| 10-11-2019                                                              | Kitakyūshū                                                              | Giappone                                                                | 2 – 0                                                                   | Sudafrica                                                               | Amichevole                                                              | 1                                                                       | 71’                                                                     |
| Totale                                                                  |                                                                         | Presenze                                                                | 69                                                                      |                                                                         | Reti                                                                    | 22                                                                      |                                                                         |

## Palmarès

### Club
- Campionato giapponese: 1

Urawa Reds: 2020
- WE League Cup: 1

Urawa Reds: 2022-2023

### Nazionale
- Coppa d'Asia: 2

2014, 2018

### Individuale
Capocannoniere della Nadeshiko League Division 1
JEF United: 2014
All-Star Team della Nadeshiko League Division 1
2014